# Kargowa

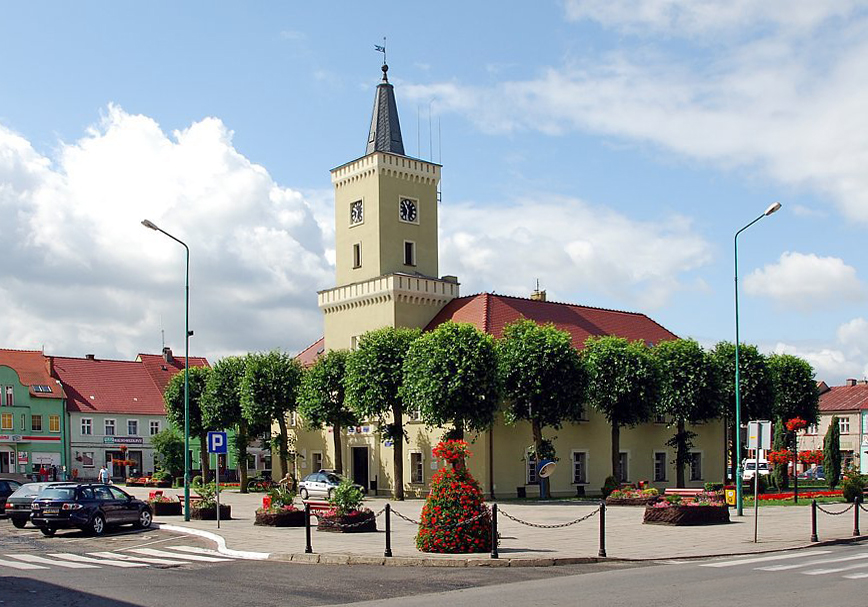
Rathaus Kargowa

Kargowa [kargˈɔva] (deutsch Unruhstadt bzw. Karge) ist eine Stadt mit 3600 Einwohnern im Powiat Zielonogórski der polnischen Woiwodschaft Lebus. Sie ist Sitz der gleichnamigen Stadt-und-Land-Gemeinde mit etwa 5800 Einwohnern.

## Geographische Lage
Die Stadt liegt 40 Kilometer nordöstlich der Stadt Zielona Góra (Grünberg in Schlesien) an der Obrzyca (Stadt-und-Land-Gemeinde (gmina miejsko-wiejska)).

## Geschichte
Die erste Erwähnung des Ortes Cargowo stammt aus dem Jahre 1360. Karge entwickelte sich zu einem Zentrum des bäuerlichen Handels und erhielt 1630 das Marktrecht verliehen. Der Marktflecken erhielt das Privileg zur Abhaltung von sechs Jahrmärkten. Die bekannten Karger Schweinemärkte brachten dem Ort im Volksmund den Namen Schweine-Karge ein.
1641 erwarb der Starost von Gniezno, Christoph von Unruh, den Marktflecken Karge und gründete in unmittelbarer Nachbarschaft eine Siedlung für evangelische Glaubensflüchtlinge aus Schlesien, die seinen Namen erhielt.
Die beiden Orte verschmolzen schnell, und 1661 erhielt Unruhstadt Stadtrecht. Der Mutterort Karge blieb dessen ungeachtet weiter bestehen und bildete bis 1945 eine selbständige Gemeinde im Kreis Bomst bzw. im Kreis Züllichau-Schwiebus.
1793 kam Unruhstadt zu Preußen, war dann zwischen 1807 und 1815 kurzzeitig Teil des Herzogtums Warschau.
1818 wurde die Stadt Teil des preußischen Kreises Bomst und trat 1938 zum Kreis Züllichau-Schwiebus.
Zu Beginn des 19. Jahrhunderts war Unruhstadt ein Zentrum der Tuchmacherei. Die Hänge zwischen Obra und Fauler Obra wurden für den Weinbau genutzt. Die Evangelische Kirche unterhielt in Unruhstadt ein Hospital.
Gegen Ende des Zweiten Weltkriegs kam es beim Vormarsch der Roten Armee im Frühjahr 1945 zu großen Zerstörungen in der Stadt und in deren Umgebung. Im selben Jahr wurde die Stadt zum Bestandteil der Volksrepublik Polen und in Kargowa umbenannt. Die deutsche Bevölkerung wurde größtenteils unter Berufung auf die sogenannten Bierut-Dekrete vertrieben.

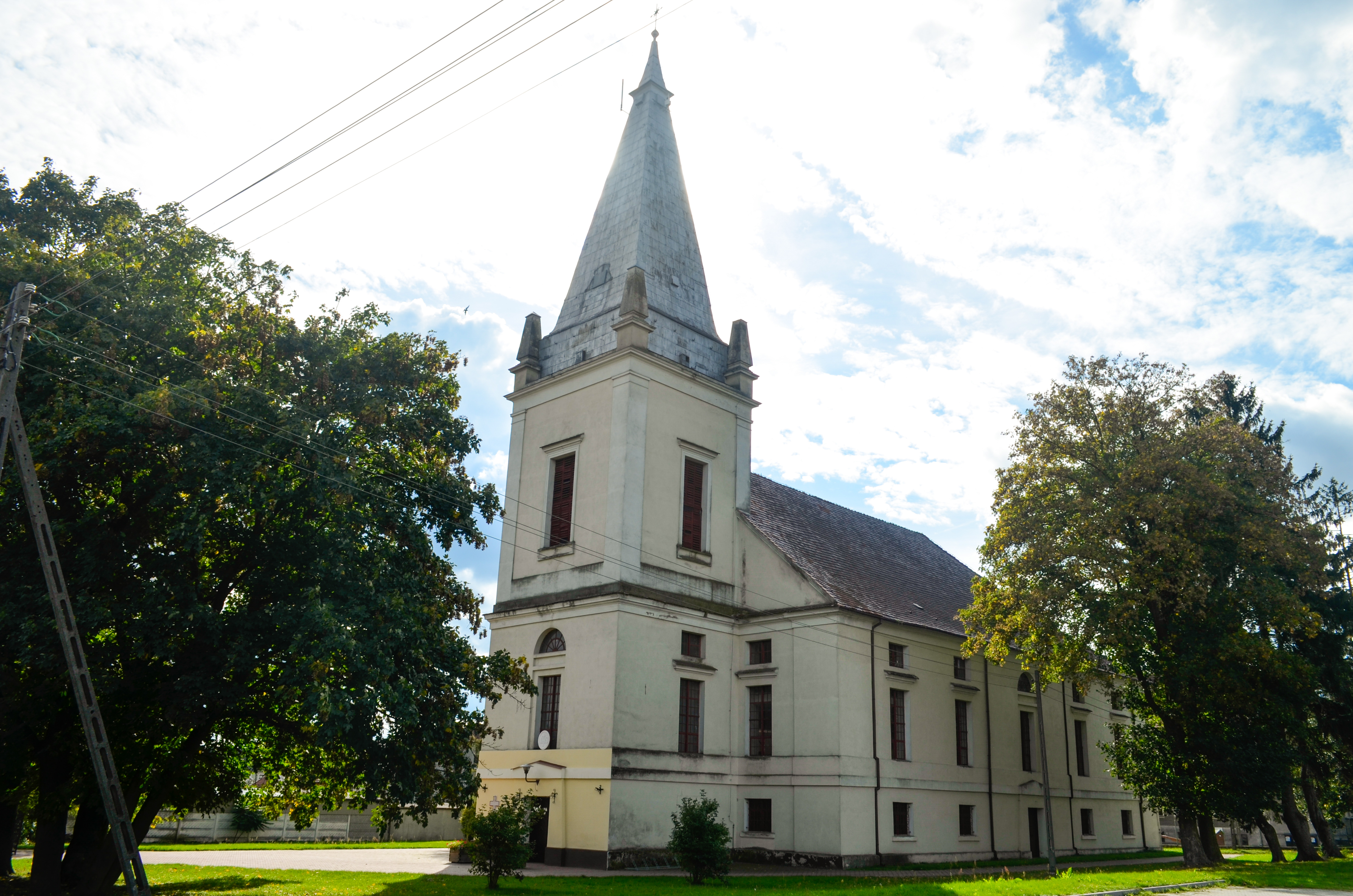
Maximilian-Kolbe-Kirche
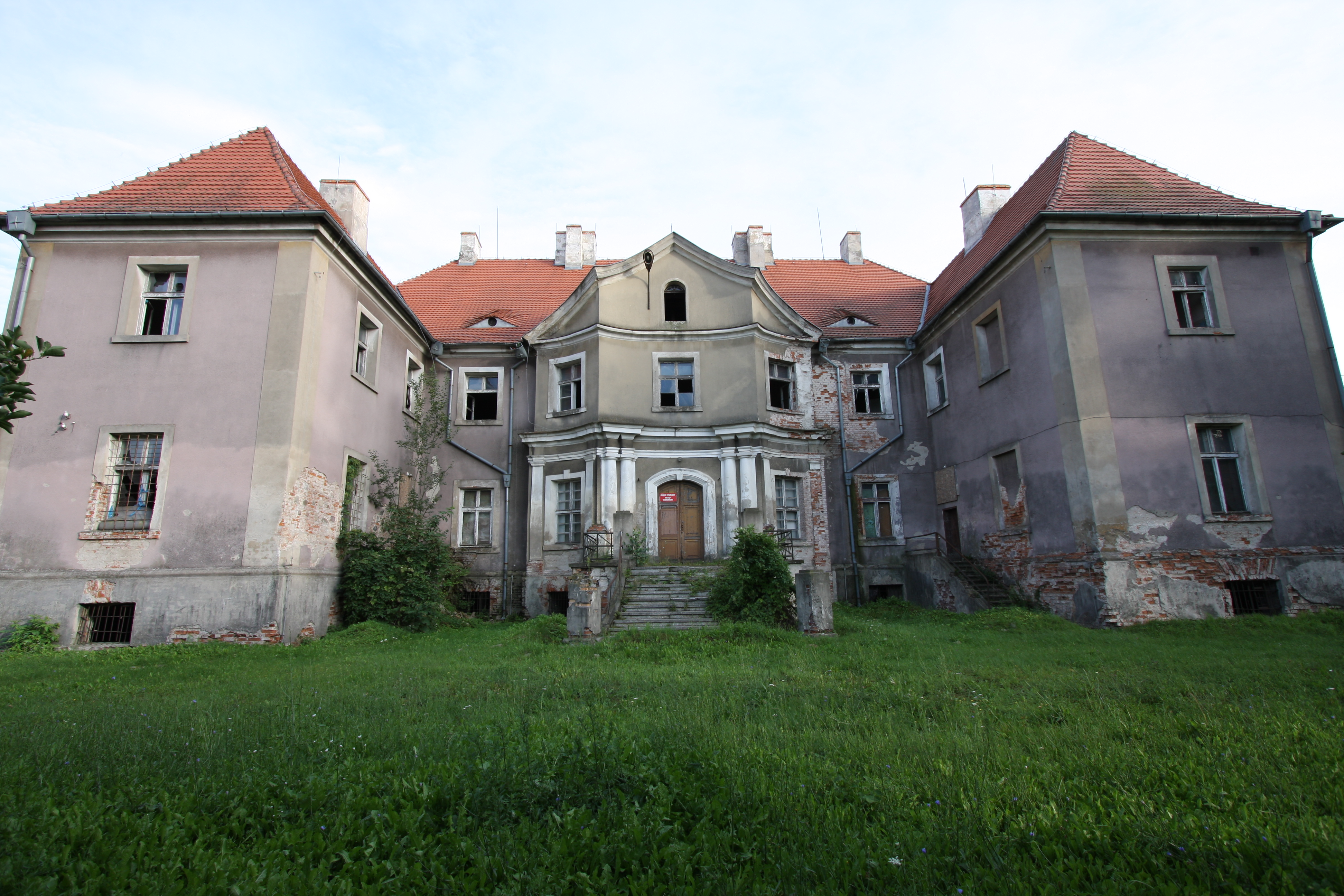
Ehemaliges Schloss Unruhstadt
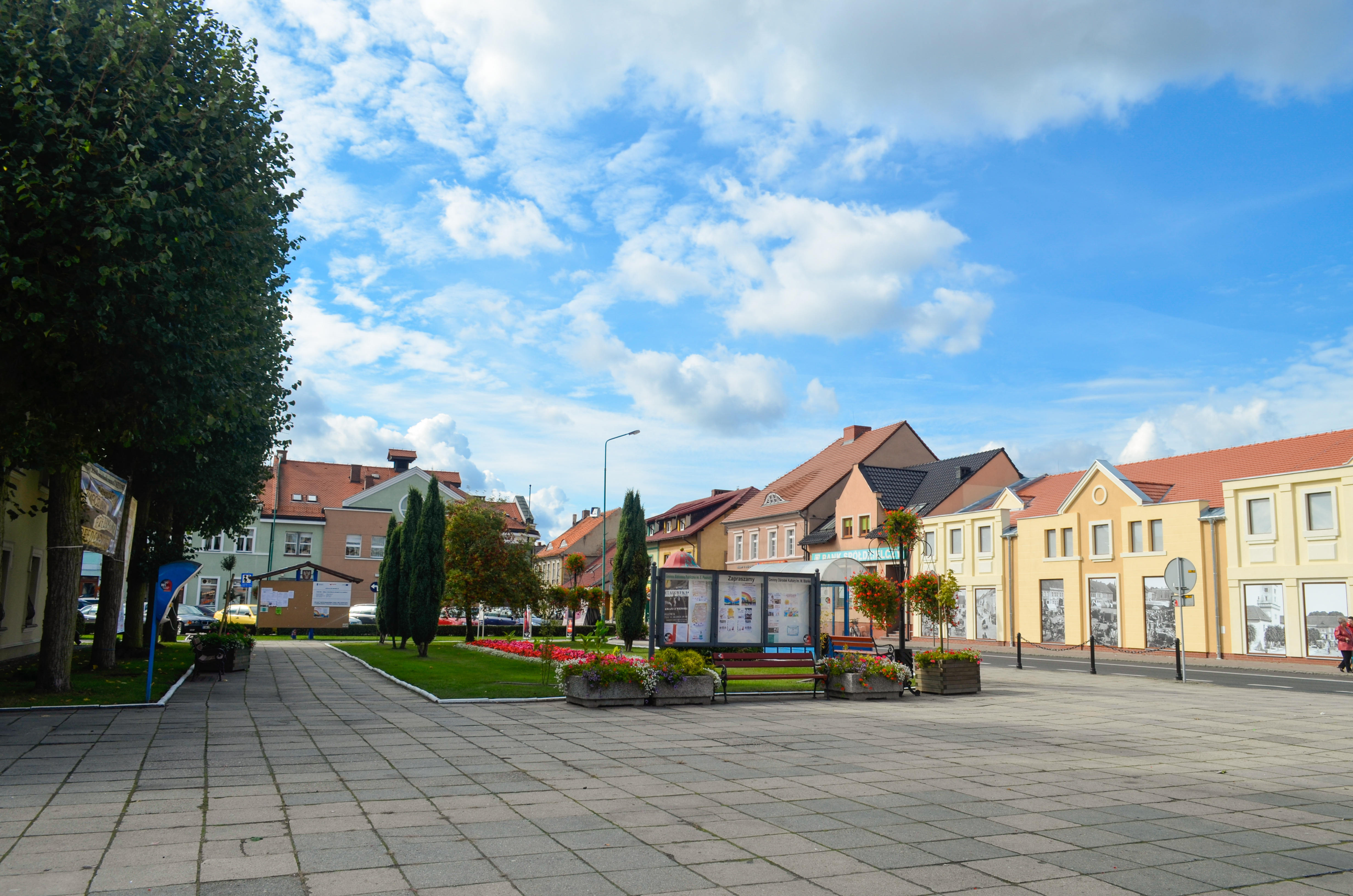
Rathausvorplatz
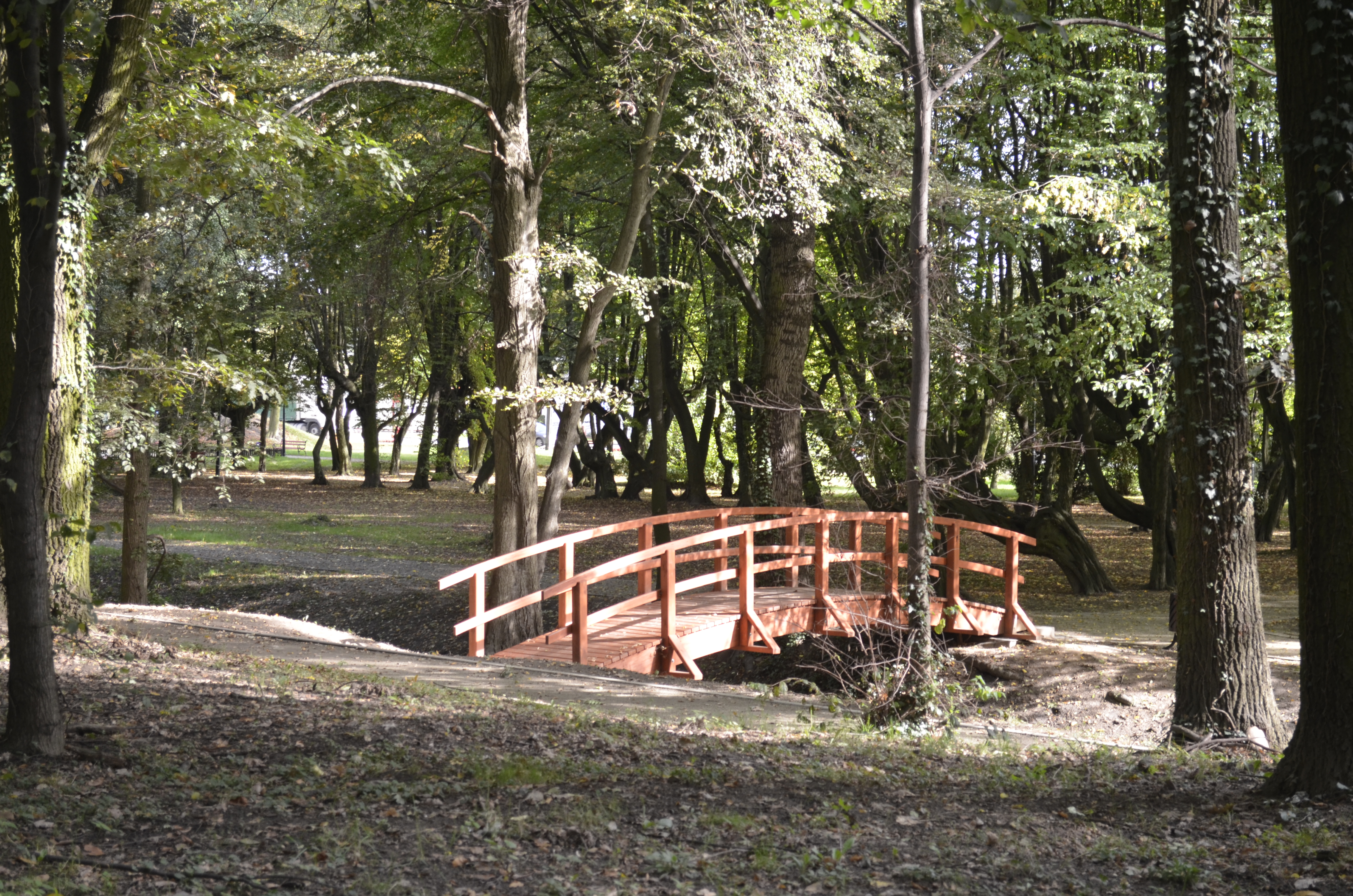
Parkanlage
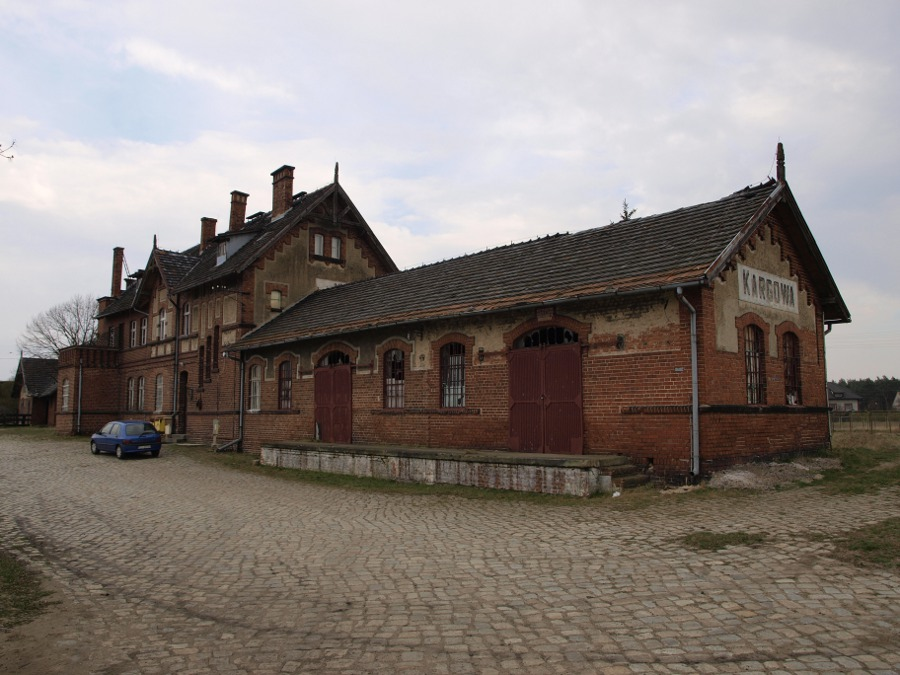
Bahnhofsgebäude

### Einwohnerzahlen
- 1800: 1518, darunter 323 Juden[1]
- 1836: 2060[3]
- 1858: 1920
- 1875: 1954[4]
- 1885: 1604
- 1925: 1462[4]
- 1933: 1733[4]
- 1939: 1715[4]

## Sehenswürdigkeiten
- Rathaus aus dem 17. Jahrhundert
- Marktplatz und Neuer Marktplatz
- Ehemalige evangelische Kirche aus dem 19. Jahrhundert, heute St.-Maksymilian-Kolbe-Kirche
- Giebelhäuschen aus dem 19. Jahrhundert
- Spätbarockes Palais von 1732
- Neogotische St.-Adalbert-Kirche von 1902, Turm und Erweiterung von 1932

## Gemeinde
Zur Stadt-und-Land-Gemeinde (gmina miejsko-wiejska) Kargowa gehören neben der Stadt eine Reihe von Dörfern.

### Partnergemeinden
- Schulzendorf, Deutschland
- Jatznick, Deutschland

## Persönlichkeiten
- Johann Friedrich Preschel (1732–1809), Kaufmann und Unternehmer
- Sigismund Stern (1812–1867), deutsch-jüdischer Pädagoge und Schriftsteller
- Felix Bamberg (1820–1893), Diplomat, Publizist und Schriftsteller
- Ferdinand Caspary (1853–1901), Mathematiker
- Adolf Feldmann (1860–1933), Kürschner
- Karl Heinrich von Hänisch (1861–1921), preußischer General der Infanterie
- Wilhelm Blanke (1873–1936), Maler und Lithograf
- Sally Wolff (1873–nach 1934), deutscher Industrieller jüdischer Religion
- Arthur Wolff (1875–1923), Architekt
- Hans-Jürgen von Bornstedt (1881–1962), Jurist und Politiker, Ministerialrat
- Alfred Nawrath (1890–1970), deutscher Gymnasiallehrer und bremischer Beamter
- Emil Lewanow (1898–1935), Radrennfahrer
- Dieter Rogalla (* 1932), deutscher Architekt